# ميرزا غالب
ميرزا غالب ((بالأردية: مرزا غالب)‏; (بالهندية: मिर्ज़ा ग़ालिब)‏) وُلد باسم ميرزا أسد اللہ بیك
(الأردية/الفارسية: مرزا اسد اللہ بیگ خان) في السابع والعشرين من ديسمبر عام 1797 – وتُوفي في الخامس عشر من فبراير عام 1869 وهو شاعر أردوي وفارسي من شعراء عصر إمبراطورية مغول الهند أثناء حكم الاستعمار البريطاني. استخدم الاسم القلمي (المستعار) الخاص به،غالب (الأردية/الفارسية: غالب، (ġhālib) بمعنى "المسيطر") وأسد (الأردية/الفارسية: اسد، (Asad) بمعنى "حيوان الأسد"). وكان الاسم التشريفي له هو دابر-أل-ملك، نجم-أود-دولا (Dabir-ul-Mulk, Najm-ud-Daula). وخلال فترة حياته، تم التفوق على المغول وحل محلهم البريطانيون، وأخيرًا تم عزلهم بعد فشل أحداث ثورة الهند سنة 1857 التي كتب عنها غالب. كتب غالب بشكل ملحوظ العديد من أشعار الـغزل (شعر) طوال حياته، والتي قام بتفسيرها وغنائها منذ ذلك الحين أشخاص مختلفون وبعدة طرق متنوعة. ويعد غالب، آخر الشعراء العظام في حقبة مغول الهند، وواحدًا من أكثر الشعراء شعبية وتأثيرًا في اللغة الأردية. ولا يزال غالب متمتعًا بشعبية حتى الآن ليس فقط في الهند وباكستان ولكن أيضًا بين مجتمعات الشتات المهاجرة في جميع أنحاء العالم.
ولد في عائلة أرستقراطية و عاش شبابه في رخاء، ولكنه كافح بعد ذلك وعاش على معاش بسيط من الحكم البريطاني. و لكن في عام 1850 عين شاعر البلاط من قبل الامبراطور المغولي بهادر شاه الثاني وصار واسع الشهرة بغزليات ومسنواته و قصائده في المديح. و أخذ عليه منتقدوه أنه كان يكتب بالفارسية بلغة غامضة ومنمقة يصعب على الرجل العادي فهمها.

## وصلات خارجية
- مرزا أسد الله غالب | على موقع باكستان بالعربية (العربية)
- ميرزا غالب على موقع الموسوعة البريطانية (الإنجليزية)
- ميرزا غالب على موقع ميوزك برينز (الإنجليزية)